# Мбурукуя (Корриентес)
Мбурукуя (исп. Mburucuyá) — город в Аргентине на севере провинции Корриентес. Административный центр одноименного департамента.
Расположен в 148 км от столицы провинции г. Корриентес.
Население в 2010 году составляло 6972 человек.

## История
Основан 16 августа 1832 года.

## Экономика
Развито сельскохозяйственное и лесное производство. Выращиваются рис, соя, маниока, цитрусовые, ведётся садоводство. Есть большие плантации сосен и эвкалиптов.
Ландшафт региона характеризуется высокими песчаными холмами, лесами и пальмовыми рощами, устьями, лагунами и реками с разнообразными руслами. Знаменитое ущелье Фрагоса пересекает департамент с северо-востока на юго-запад.